# Hoża (gmina)
Hoża – dawna gmina wiejska istniejąca do września 1939 roku w woj. białostockim (obecnie na Białorusi). Siedzibą gminy była Hoża.
W okresie międzywojennym gmina Hoża należała do powiatu grodzieńskiego w woj. białostockim. Według spisu powszechnego z 1921 roku, gminę zamieszkiwały 5922 osoby, w tym  5857 (99%) Polaków, 44 (1%) Białorusinów, 17 Rosjan, 3 Litwinów i 1 Rusin.
16 października 1933 gminę Hoża podzielono na 27 gromad: Barbarycze, Boguszówka, Budniki, Cidowicze, Czeszczewlany, Dąbrowa, Grandzicze, Gumbacze, Hoża, Jałowszczyzna, Kamieniste, Leśnica, Łapienki, Łukawica, Ogrodniki, Ostrówek, Plebaniszki, Podjeziorki, Polnica I, Polnica II, Przełom, Przesiółka, Rusota, Rusota Kamienna, Wierzchpole, Zagórniki i Zarzyca.
Po wojnie obszar gminy Hoża wszedł w struktury administracyjne Związku Radzieckiego.